# Minerbio
Minerbio (emilián nyelven Mnêrbi vagy Mnirbi) település Olaszországban, Emilia-Romagna régióban, Bologna megyében. Lakosainak száma 8870 fő (2023. január 1.). Minerbio Baricella, Budrio, Malalbergo, Bentivoglio és Granarolo dell’Emilia községekkel határos.

## Népesség
A település lakossága az elmúlt években az alábbi módon változott:
| Lakosok száma | 8783 | 8760 | 8870 | 8990 |
|               | 2017 | 2018 | 2023 | 2024 |